# Ellipteroides (Progonomyia) dolorosus
Ellipteroides (Progonomyia) dolorosus is een tweevleugelige uit de familie steltmuggen (Limoniidae). De soort komt voor in het Neotropisch gebied.